# Egg (Áustria)
Egg é um município da Áustria, situado no distrito de Bregenz, no estado de Vorarlberg. Tem 65,31 km² de área e sua população em 2019 foi estimada em 3.609 habitantes.